# Althorne
Althorne es una localidad situada en el condado de Essex, en Inglaterra (Reino Unido), con una población estimada a mediados de 2016 de 1085 habitantes.
Se encuentra ubicada al sureste de la región Este de Inglaterra, al noreste de Londres y a poca distancia de la ciudad de Chelmsford —la capital del condado— y de la costa del mar del Norte. Althorne está en la península de Dengie, aproximadamente a 5 km (3 millas) al noroeste de Burnham-on-Crouch y situada a casi 3 km (1.9 mi) al noroeste del centro de la isla Bridgemarsh.